# Tamara Tiškevič
Tamara Andrejevna Tiškevič (belorusko Тамара Андрэеўна Тышкевіч), beloruska atletinja, * 22. januar 1931, Vitebsk, Sovjetska zveza, † 27. december 1997, Sankt Peterburg, Rusija.
Nastopila je na poletnih olimpijskih igrah v letih 1952 in 1956, ko je dosegla uspeh kariere z osvojitvijo naslova olimpijske prvakinje v suvanju krogle, leta 1952 je bila četrta. Na evropskih prvenstvih je osvojila srebrno in bronasto medaljo v isti disciplini. 